# 愛迪生 (喬治亞州)
愛迪生（英語：Edison）是一個位於美國喬治亞州卡爾霍恩縣的城市。

## 地理
愛迪生的座標為31°33′39″N 84°44′17″W / 31.56083°N 84.73806°W，而該地的平均海拔高度為89米（即292英尺）。

## 人口
根據2010年美國人口普查的數據，愛迪生的面積為6.06平方千米，均為陸地。當地共有人口1531人，而人口密度為每平方千米252人。